# Новодар'ївка (село)
Новода́р'ївка — село в Україні, у Ровеньківській міській громаді Ровеньківського району Луганської області. Населення становить 193 осіб (за станом на 2001 рік).

## Історія
Станом на 1873 рік у селищі Дар'ївської волості Міуського округу Області Війська Донського мешкало 523 особи, що мешкали у 81 дворовому господарству, у господарствах налічувались 21 плуг, 59 коней, 83 пари волів, 334 вівці.
За переписом 1897 року кількість мешканців зросла до 544 осіб (256 чоловічої статі та 288 — жіночої), з яких всі — православної віри.

## Населення

### Мова
Розподіл населення за рідною мовою за даними перепису 2001 року:
| Мова       | Кількість | Відсоток |
| ---------- | --------- | -------- |
| українська | 148       | 76.68%   |
| російська  | 45        | 23.32%   |
| Усього     | 193       | 100%     |

## Підприємства
На території селища знаходиться шахта «Ворошиловська».